# Li (Konfuzianismus)
Li (禮, Pinyin: lǐ) ist ein Schlüsselbegriff der konfuzianischen und post-konfuzianistischen chinesischen Philosophie. Das Wort stammt aus der hochchinesischen Sprache und bezeichnet die abstrakte Idee der Gesamtheit aller Umgangs- und Verhaltensformen, die einen guten Menschen und eine intakte gesellschaftliche Ordnung ausmachen. In westlichen Ausgaben des konfuzianischen Schrifttums wird Li meist als „Ritus“ übersetzt, etwa bei Burton Watson, wobei diese Wortwahl suggeriert, dass es sich um religiöse Bräuche handle, was jedoch nicht der Fall ist. Neben streng zeremoniellen Ritualen umfassen die konfuzianischen Riten nämlich auch kleine, alltägliche Muster des persönlichen Verhaltens. Henry Rosemont und Roger Ames sprechen von ritual propriety („ritueller Anstand“). Andere mögliche Übersetzungen sind „Brauchtum“, „Sitte“ „Etikette“, „Moral“ und „Regeln des richtigen Verhaltens“.
Das konfuzianische Li (禮) darf nicht verwechselt werden mit dem neokonfuzianischen Li (理), das mit Zhu Xis Integration des Buddhismus in den Konfuzianismus entstand und eine ganz andere Bedeutung hat. Es handelt sich um zwei verschiedene Wörter, die im Hochchinesischen gleichlautend geworden sind (Im Südchinesischen (Kantonesisch) jedoch sehr wohl unterscheidbar: 禮 lai5 und 理 lei5. Ebenso in der vietnamesischen Aussprache der Zeichen: Lễ und Lí).

## Begriffsbestimmung
In der westlichen Welt versteht man unter einem „Ritus“ einen religiösen Brauch. Der Begriff der konfuzianischen Riten ist sehr viel weiter gefasst und umfasst das gesamte Spektrum der Interaktion mit anderen Menschen, mit der Natur und selbst mit unbelebten Dingen. Konfuzius schließt in seine Erläuterungen des Begriffs Li so unterschiedliche Themen wie das Lernen, das Teetrinken, Titel, das Trauern und die Staatsführung ein. Der Philosoph Xunzi nennt als grundlegende Gesichtspunkte der Riten: „Lieder und Lachen, Weinen und Klagen… Reis, Nudeln und Hirse, Fisch und Fleisch… das Tragen ritueller Kopfbedeckungen, bestickter Gewänder, gemusterter Seidenstoffe, oder von Fastengewändern oder Trauerkleidung… weitläufige Räume und abgesonderte Flure, weiche Matten, Couchen und Bänke“. Die konfuzianische Lehre unterscheidet zwischen zwei Typen von Riten: erstens Yili (儀禮, yí lǐ), zeremonielle Riten, und zweitens Quli (曲禮, qū lǐ), Augenblicksrituale, die in gewöhnliche, alltägliche menschliche Handlungen eingebettet sind. Chinesen fühlen sich, wie der chinesische Medizinwissenschaftler und Philosoph Ruiping Fan aufgewiesen hat, bis in die Gegenwart solchen Augenblicksritualen stark verpflichtet und sind einer offenen und improvisierten Ausgestaltung ihres Sozialverhaltens und ihrer sozialen Beziehungen eher abgeneigt.
Das Konzept chinesischer Riten ist gelegentlich mit dem westlichen Konzept der Kultur verglichen worden.
Die Riten umfassen die Normen des richtigen sozialen Verhaltens, so wie es von den Vätern, den Dorfältesten und den Regierungsbeamten gelehrt wird. Die Lehren des Li unterstützen Ideale wie die Ehrerbietung der Kinder, Brüderlichkeit, Rechtschaffenheit, Treu und Glauben und Loyalität. Li liegen auch die Konventionen des öffentlichen Lebens zugrunde, wie Loyalität gegenüber Vorgesetzten und Respekt gegenüber den Gemeindeältesten. Die Befolgung der Riten bedeutet – durchgängig mit Nachdruck auf dem Gemeinschaftsgedanken – die Verinnerlichung von Handlungen, wodurch der Betroffene einerseits in den Genuss des tröstlichen Gefühls der Tradition gelangt, andererseits aber auch seinen Schatz an Eindrücken und Erfahrung bereichert. Die Riten sollen darüber hinaus aber auch eine gesunde Praxis der Selbstlosigkeit unterstützen, und zwar sowohl durch die von Li geleiteten Handlungen selbst als auch durch die Vorbildwirkung, die diese Handlungen auf andere Menschen haben.

## Die Riten im konfuzianischen Schrifttum
Zu den ältesten Texten, in denen das Konzept der Riten behandelt wird, zählt das vor 389 v. Chr. entstandene Geschichtswerk Zuozhuan.
Im konfuzianischen Textkorpus finden sich drei Schriften, in denen die Riten einschlägig behandelt werden: das Yili, das Liji und das Zhouli. Konfuzius hat erklärt, dass in diesem Schrifttum „300 große und 3000 kleinere Ritualregeln“ festgeschrieben seien.
Das konfuzianische Denken unterscheidet zwischen zweierlei Prinzipien, die der Wirkungsweise der Riten zugrunde liegen. Das erste ist das Prinzip der Ausführung, bei dem der menschliche Körper in choreographierte Bewegungen eingeübt wird. Das zweite ist das Prinzip des Lernens durch Lektüre, bei dem durch das Studium des konfuzianischen Ritualkanons der Verstand geschult wird.
Li ist ein Grundprinzip des konfuzianischen Denkens. Anders als das nach innen gewandte Ren (仁) wurde das Li als nach außen gerichtete Praxis verstanden, auf deren Grundlage man in der Gesellschaft richtig handelt. Das Handeln entsprechend den Prinzipien Li und Ren war die Voraussetzungen für das, was Konfuzius den „erhabenen Menschen“ oder „den Weisen“ nannte.
Konfuzius trat für eine vornehme Manier ein, bei der man sich immer bewusst bleibt, welche Personen höher oder niedriger gestellt sind als man selbst. Er war davon überzeugt, dass die höchste soziale Ordnung zu erreichen sei, wenn man in der feudalistischen Gesellschaft seinen Rang genau kenne. Die Riten gaben, wie sie in den konfuzianischen Klassikern beschrieben sind, klare Anleitungen, welches Verhalten vom individuellen Menschen erwartet wurde, und zwar abhängig von seiner Rolle und seinem Rang in der feudalistischen Gesellschaft. Konfuzius führte die Missstände seiner Zeit darauf zurück, dass die Gesellschaft die Prinzipien der Riten vernachlässigt habe. In den Analekten stellt er fest: „Ehrerbietung ohne Form wird Kriecherei, Vorsicht ohne Form wird Furchtsamkeit, Mut ohne Form wird Auflehnung, Aufrichtigkeit ohne Form wird Grobheit.“

## Riten der Staatsführung
Konfuzius war der Auffassung, dass auch eine gute Staatsführung den Prinzipien der Riten unterworfen sein müsse. Die konfuzianischen Ideale gingen mit der Idee einher, dass einerseits alle Menschen vervollkommnungsfähig seien, dass Schicklichkeit andererseits aber auch Lohn in sich selbst trage; staatlich angeordnete Strafen erschienen vor diesem Hintergrund nicht notwendig.
Konfuzius hat betont, dass die Riten für eine gute Staatsführung grundlegend wichtig seien. In seinen Schriften sah er diese Voraussetzungen nur in den Staaten der Zentralchinesischen Ebene gegeben. Feudalherren, die nicht nach den Riten regierten, betrachtete er als Barbaren.

## Wandel und Stabilität der Riten
Die Riten waren von durchaus dynamischer Natur. Im Laufe der Zeit sind die Praktiken des Li in demselben Maße, in dem gesellschaftliche Sichtweisen und Vorstellungen sich veränderten, neu beurteilt und revidiert worden. Obwohl diese Praktiken sich im Laufe der Zeit verändern können – ein Wandel, der sich freilich nur sehr langsam vollzieht – bleiben die grundlegenden Ideale, die der sozialen Ordnung und damit dem Kern von Li entsprechen, dieselben.